# 高縄寺
高縄寺（たかなわじ）は愛媛県松山市高縄山（標高986m)）山頂近くに所在する真言宗醍醐派の寺院である。
本尊は十一面千手観音菩薩。
古代には、高縄山系では修験道が栄え、石鎚山に次ぐ聖地であった。
御詠歌：高縄の　峰の嵐ぞ　法の声、千代に八千代に　新たなりけり

## 概要
天智天皇（662年 - 671年）のとき、小千守興（おちもりおき）が横谷片山に一寺を創建、一寸八分の千手観音を勧請安置し、「普門院歓喜寺｣と称し、河野家累代の祈願祈祷所とした。その後、行基が慶雲3年（706年）8月巡錫の砌り、この尊像を拝し、五尺余りの大像を彫刻して頭中に納めたと伝えられる。そして、弘法大師が巡錫の砌り、寺号を「高野山　髙縄寺」と改め、行基作の千手観音を安置する。
天文元年（1532年）元旦、河野通宣公の霊夢に依り、作事奉行・須保木将監通方に仰せ付け、横谷村から高縄山(現在の場所)へ遷座した。
天正13年（1544年）戦火により堂宇は焼失するも、本尊のみ類焼をまぬがれる。その後、明和年間第13代住職・義天僧正に依り再建され、江戸末期に改修された。
毎年10月第4日曜日、平安末期から戦国末期にかけて勢力を誇った北条発祥の豪族・河野氏を顕彰する「河野氏まつり」の会場の一つとして同寺において、北条地域の大先祖である河野家累代、並びに各家の大先祖様の菩提を弔う法要が行われ、その後郷土芸能である伊豫漫才や獅子舞演舞が奉納される。

## 境内
- 山門：仁王門であり鐘門でもある
- 本堂：本尊は秘仏ではあるが、毎年8月9日四万六千功徳日縁日、10月第4日曜日河野氏まつりの二日間のみ御開帳される。本尊・十一面千手観音、脇仏・不動明王と毘沙門天
- 大師堂
- 庫裡
- たかなわ茶坊：メニューは水軍うどん、山伏ラーメン、山伏コーヒー、その他御守り等を販売。

※現在は、現住職夫妻が営業されている為、色々なお話や説法、時には、ご祈祷相談も受けられる。
(営業日は予約日のみ)
- 宿坊：なし
- 駐車場：約20台

※山頂部大駐車場迄は、中型バスまでは通行可能。また最近大駐車場に洋式水洗公衆トイレが完成。

## 文化財
愛媛県指定有形文化財
- 木造千手観音立像：檜材の一木造、彫眼、42臀、像高147.3cm、平安後期作、昭和55年3月21日指定

松山市指定有形文化財
- 妙法蓮華経八軸：昭和44年6月10日指定

松山市指定天然記念物
- 千手杉：平成21年2月10日指定

※その他近くには、高縄山の目印になったとされる七本杉や、大師見返りの杉など巨木が立ち並ぶ。
※山頂部は、県立奥道後玉川自然公園に指定され、ブナ林の最南限地であり、秋にはブナの紅葉が素晴らしい。
　その他境内では、熊谷草や四国ｶｯｺｳｿｳの群生も見られ、高縄半島最後のしだれ桜の開花時には、見応えがある。